# Global Probing
Global Probing è il settimo album dal vivo del gruppo musicale statunitense Puscifer, pubblicato il 17 novembre 2023 dalla Puscifer Entertainment.

## Descrizione
Il disco ripercorre un concerto del gruppo tenutosi al Yavapai College Performing Arts Center di Prescott, tappa dell'Existential Reckoning Tour 2.0.
Un relativo film concerto è stato reso disponibile a partire dal 26 ottobre sul sito del gruppo; da quest'ultimo sono stati estratti due clip pubblicati sul canale YouTube dei Puscifer: Grey Area e The Humbling River, rispettivamente il 6 e il 20 novembre.

## Tracce
Testi e musiche di Maynard James Keenan, Mat Mitchell e Carina Round, eccetto dove indicato.
1. Bread and Circus – 6:36
2. Postulous – 3:43
3. Fake Affront – 3:32
4. The Underwhelming – 5:07
5. Grey Area – 4:06
6. Theorem – 5:11
7. UPGrade – 4:55
8. Apocalyptical – 5:26
9. The Remedy – 6:12
10. Personal Prometheus – 7:36
11. The Humbling River – 4:59 (Mat Mitchell, Maynard James Keenan, Tim Alexander)
12. Bullet Train to Iowa – 5:09
13. Vagina Mine – 4:41 (Maynard James Keenan)
14. Flippant – 2:51
15. Conditions of My Parole – 2:43 (Maynard James Keenan, Mat Mitchell, Josh Eustis, Carina Round, Matt McJunkins)
16. Bedlamite – 4:55

## Formazione
Hanno partecipato alle registrazioni, secondo le note di copertina:
Gruppo
- Maynard James Keenan – voce
- Mat Mitchell – chitarra, sintetizzatore
- Carina Round – voce, sintetizzatore
- Greg Edwards – basso
- Gunnar Olsen – batteria, percussioni

Produzione
- Mat Mitchell – produzione, regia, missaggio, visual design
- Adam Rothlein – regia
- Puscifer – produzione esecutiva
- Dino Paredes – regia, produzione esecutiva
- Dave Collins – mastering
- Alisa Akay – visual design
- Ryan Besch – impaginazione, grafica